# 태극장

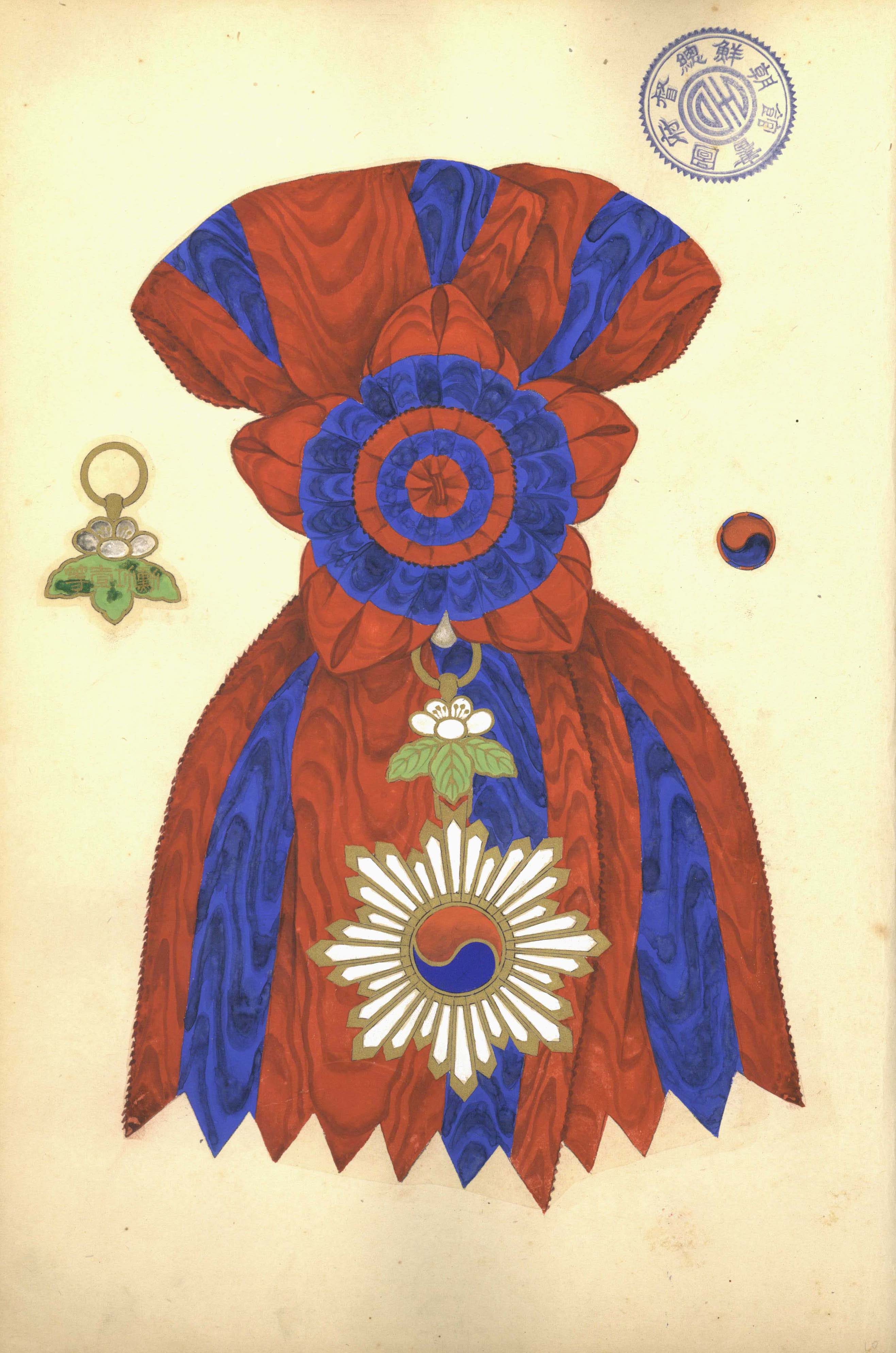
훈일등 태극대수장

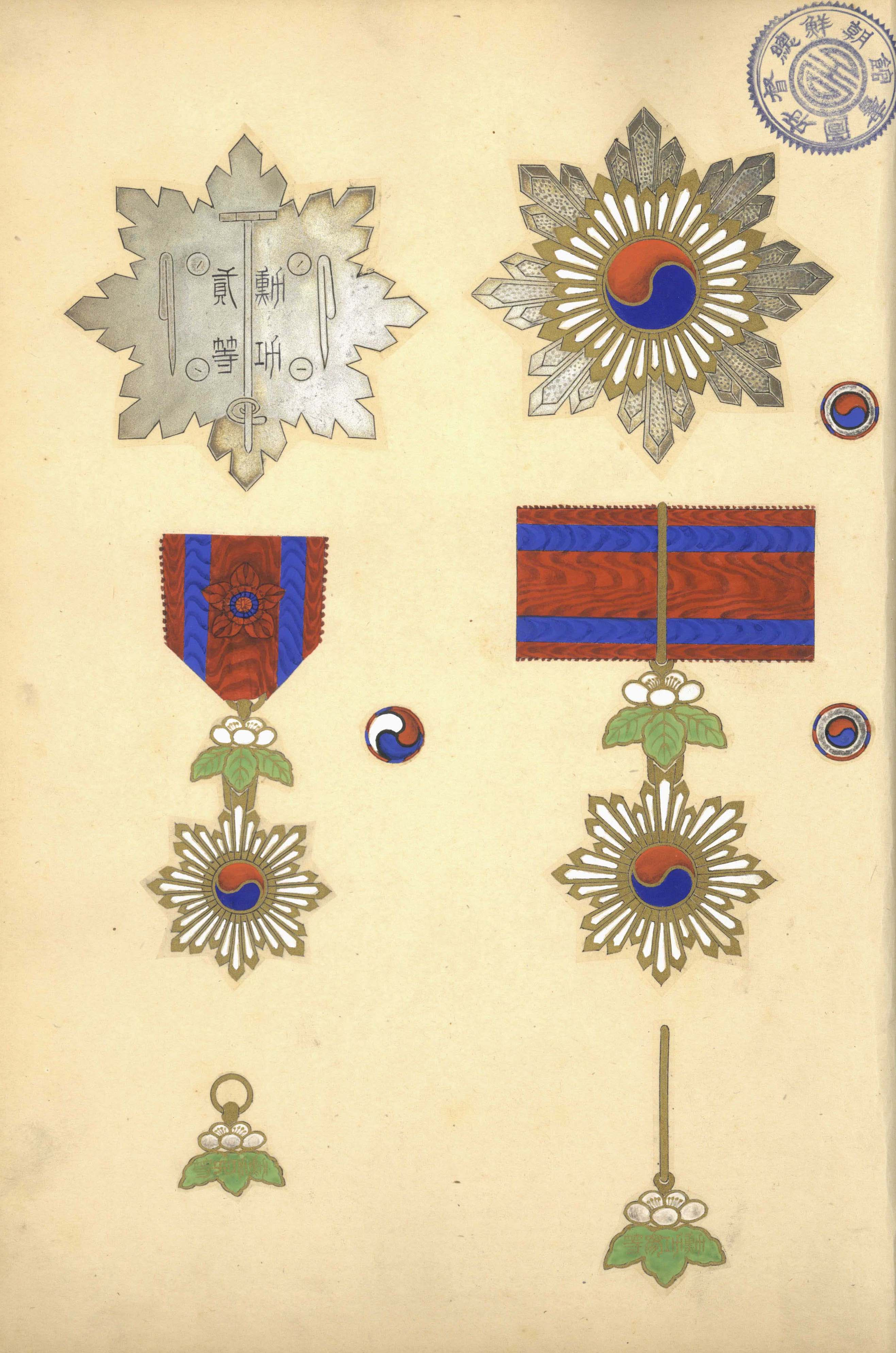
훈이등 태극장 겸 훈일등 부장(上)
훈삼등 태극중수장 겸 훈이등 부장(下右)
훈사등 태극소수장(下左)

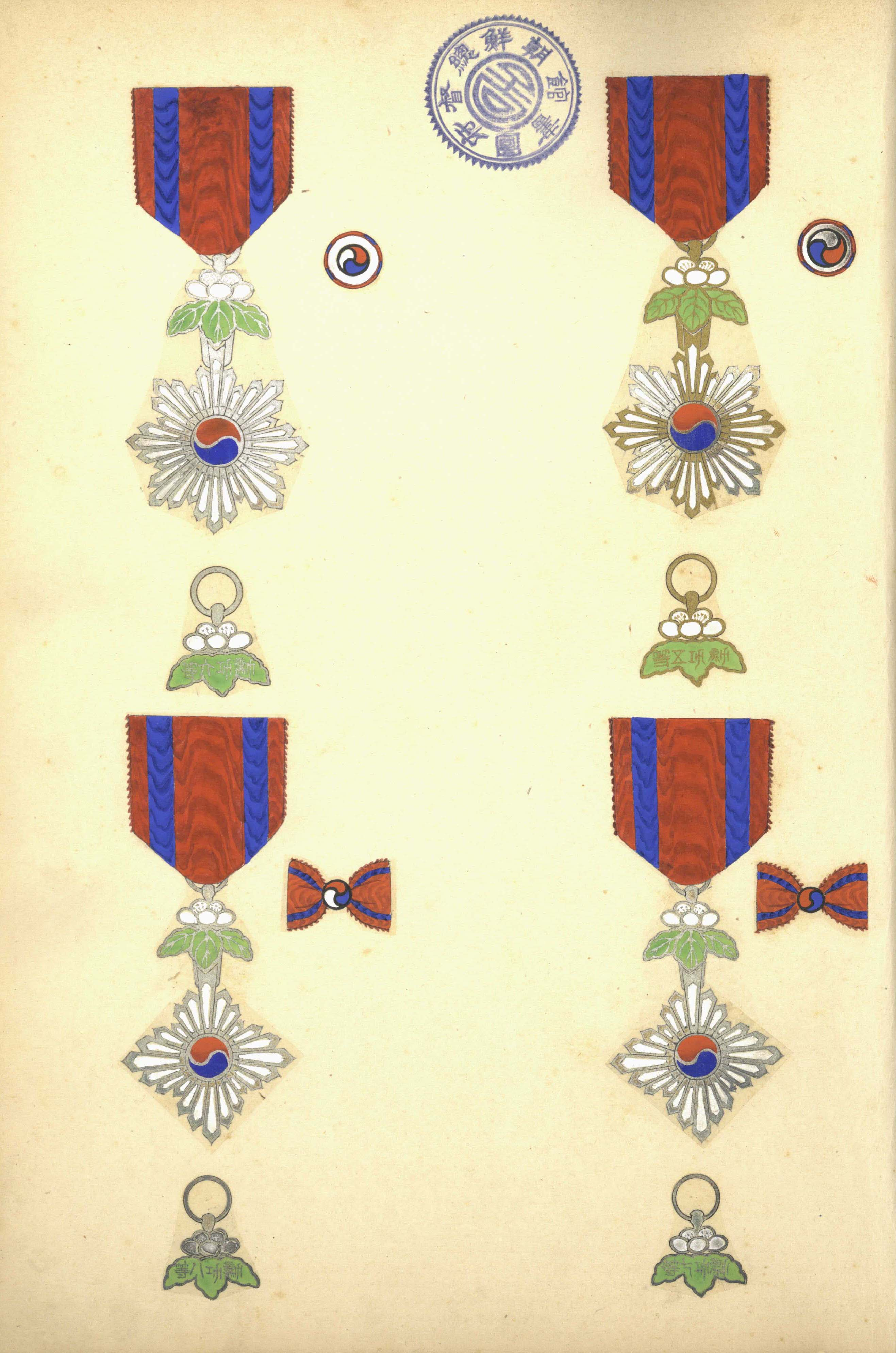
훈오등 태극소수장(上右)
훈육등 태극소수장(上左)
훈칠등 태극소수장(下右)
훈팔등 태극소수장(下左)

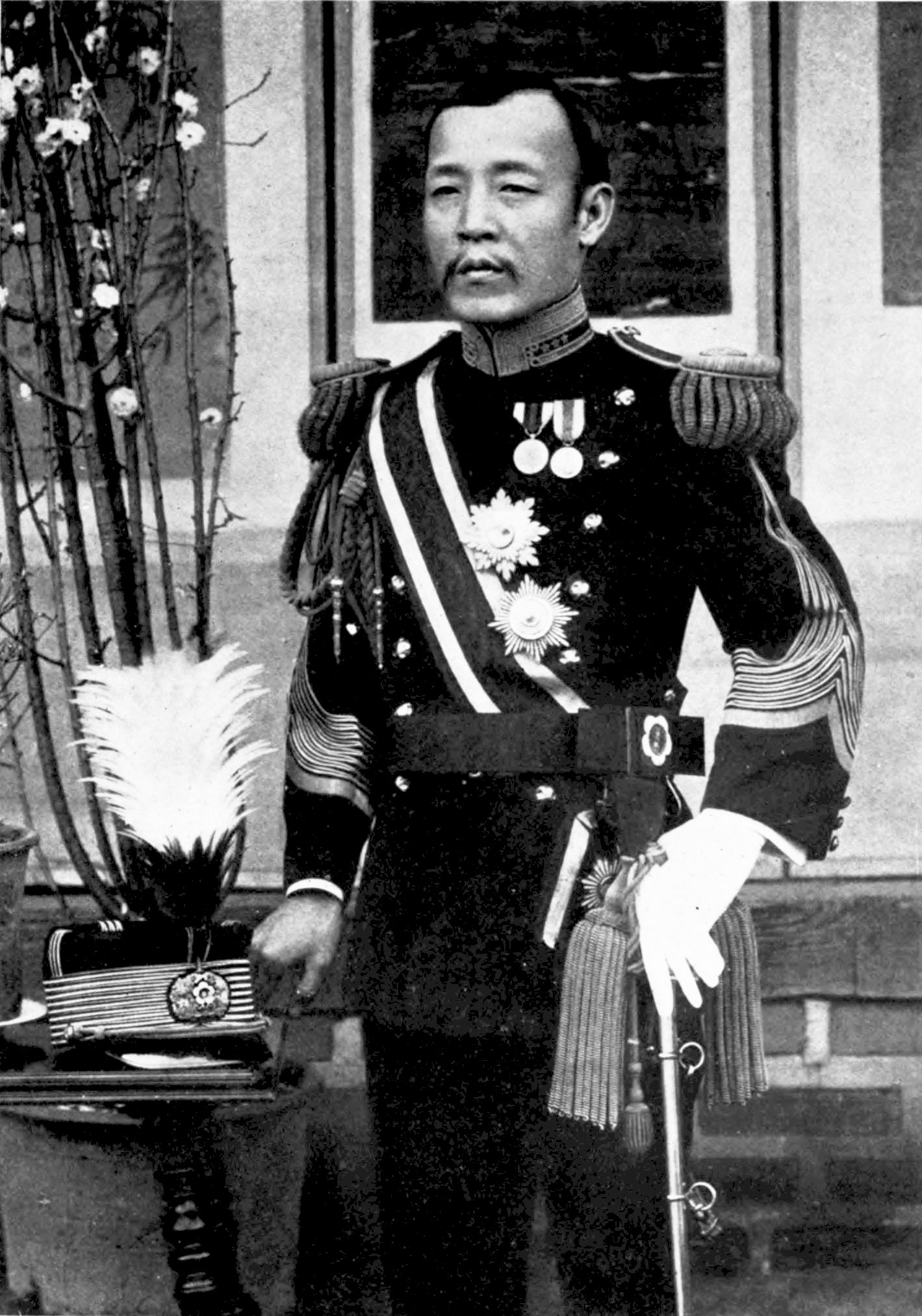
훈일등 태극대수장을 패용한 민영환

태극장(太極章)은 대한제국의 훈장 가운데 하나이며 대훈위 이화대수장 다음가는 훈장이다.

## 역사
태극장은 1897년(광무 1년) 4월 17일에 대한제국 칙령 제13호로 〈훈장 조례〉(勳章條例)가 반포되면서 제정되었다. 훈등은 훈(勳)에 해당하고 일등에서 팔등까지로 구분되어 문무관 중에서 공이 뛰어난 사람에게 훈등에 따라 수여하였다. 훈장의 명칭은 나라의 표식에서 취한 것이다.

## 운용
훈일등 태극대수장은 각 부(府), 부(部)의 대신, 1품 관리 및 육·해군 장관 중에서 훈이등 태극장을 이미 수여받고 5년 이상 재직한 자에게 수여하였다. 훈이등 태극장은 문무관 중에서 훈삼등 태극중수장을 이미 수여받고 5년 이상 재직한 자에게 수여하였다. 훈삼등 태극중수장은 문무관 중에서 훈사등 태극소수장을 이미 수여받고 4년 이상 재직한 자에게 수여하였다. 훈사등 태극소수장은 문무관 중에서 훈사등 태극소수장을 이미 수여받고 4년 이상 재직한 자에게 수여하였다. 훈오등 태극소수장은 문무관 중에서 훈육등 태극소수장을 이미 수여받고 4년 이상 재직한 자에게 수여하였다. 훈육등 태극소수장은 문무관 중에서 훈칠등 태극소수장을 이미 수여받고 3년 이상 재직한 자에게 수여하였다. 훈칠등 태극소수장은 문무관 중에서 훈팔등 태극소수장을 이미 수여받고 3년 이상 재직한 자에게 수여하였다. 훈팔등 태극소수장은 문무관 중에서 3년 이상 재직한 자에게 처음 수여하였다.
칙임(勅任) 일등관으로 5년 이상 재직한 자와 칙임 이등관으로 6년 이상 재직한 자, 칙임 삼등관으로 7년 이상 재직한 자에게는 훈삼등 태극중수장을 처음 수여하였다. 칙임 사등관으로 8년 이상 재직한 자에게는 훈사등 태극소수장을 처음 수여하였다. 주임관(奏任官) 삼등 이상과 육·해군 영관 중에서 9년 이상 재직한 자에게는 훈오등 태극소수장을 처음 수여하였다. 주임관 육등 이상과 육·해군 위관 중에서 9년 이상 재직한 자에게는 훈육등 태극소수장을 처음 수여하였다. 판임관(判任官)으로 만 12년 재직한 자에게는 훈칠등 태극소수장을 처음 수여하였다. 판임 대우자와 육·해군 하사 중에서 뛰어난 공로가 있는 자에게 훈팔등 태극소수장을 처음 수여하였고, 순검과 병졸 중에서도 특별한 공적이 있을 때에는 이를 수여할 수도 있었다. 칙주관(勅奏官), 판임관을 막론하고 비상한 훈로가 있을 때에는 재직 연한의 제한에 불구하고 훈장을 수여하거나 곧바로 진급을 행할 수 있었다. 외국인에 대한 서훈은 내규로 정하였다.

## 형태
훈일등 태극대수장은 정장(正章)과 부장(副章)으로 구성된다. 정장의 장(章), 즉 문채의 재질은 금(金)이고, 지름은 2치(寸) 5푼(分)이며, 금색 선을 두른 청홍색의 태극을 중심으로 외변에는 백색 광선이 이어졌다. 꼭지와 고리의 재질은 금이며, 백색의 오얏꽃을 세 장의 녹색 잎이 받치고 있는 형상으로 그 뒷면에는 전서체의 ‘훈공일등’(勳功一等)이 가로쓰기로 새겨져 있다. 훈일등 태극대수장을 패용할 때는 홍색 바탕에 쌍청선(雙靑線) 간도직(間道織)으로 이루어진 대수(大綬)를 오른쪽 어깨에서 왼쪽 옆구리에 두른 다음에 끝부위에서 교차하여 오얏꽃을 천으로 접어달고 그 밑에 정장을 달았으며, 부장은 왼쪽 가슴에 단다. 약수(略綬)는 대수와 재질이 같고, 그 모양은 원형으로 청홍색의 외변선을 두른 청홍색의 태극문이며, 통상 예복 착용시에 왼쪽 옷깃 단추 구멍에 걸어서 패용한다.
훈이등 태극장은 훈일등 태극대수장의 부장을 겸한다. 지름은 3치이며, 재질은 금과 은이다. 금색 선을 두른 청홍색의 태극을 중심으로 외변에는 이중으로 금색과 백색 광선이 이어졌다. 한편 뒷면의 패침은 재질이 은이며 중앙과 좌우에 각각 설치되어 있다. 패침의 좌우에는 전서체의 ‘훈공이등’(勳功二等)이 음각되어 있다. 약수는 대수와 재질이 같고, 그 모양은 원형으로 백색과 청홍색의 이중의 외변선을 두른 청홍색의 태극문이다.
훈삼등 태극중수장은 훈이등 태극장의 부장을 겸한다. 지름은 1치 8푼이고, 재질은 금이다. 꼭지의 뒷면에 전서체의 ‘훈공삼등’(勳功三等)이 가로쓰기로 새겨져 있고, 고리가 타원형이다. 패용할 때는 문채를 정중앙에 끼운 중수(中綬)를 목 밑에 건다. 약수는 대수와 재질이 같고, 그 모양은 원형으로 백색과 청홍색의 이중 외변선을 두른 청홍색의 태극문이다.
훈사등 태극소수장은 지름은 1치 5푼이고, 재질은 모두 금이다. 꼭지의 뒷면에 전서체의 ‘훈공사등’(勳功四等)이 가로쓰기로 새겨져 있고, 고리가 정원형이다. 약수는 대수와 재질이 같고, 그 모양은 원형으로 청홍색의 외변선을 두른 청홍백색의 삼태극문이다.
훈오등 태극소수장은 규격이 훈사등과 동일하고, 문채의 재질은 금과 은, 꼭지의 재질은 금, 고리의 재질은 은이다. 꼭지의 뒷면에 전서체의 ‘훈공오등’(勳功五等)이 가로쓰기로 새겨져 있다. 약수는 대수와 재질이 같고, 그 모양은 원형으로 백색과 청홍색의 이중 외변선을 두른 청홍백색의 삼태극문이다.
훈육등·훈칠등·훈팔등 태극소수장은 지름이 1치이고, 재질은 모두 은이며, 꼭지의 뒷면에는 각기 전서체의 ‘훈공육등’(勳功六等), ‘훈공칠등’(勳功七等), ‘훈공팔등’(勳功八等)이 가로쓰기로 새겨져 있다. 훈육등의 약수는 백색과 청홍색의 이중 외변선을 두른 청홍색의 태극문이다. 훈칠등의 약수는 나비형으로 중앙에 청홍색의 태극문이 첨부되어 있다. 훈팔등의 약수는 나비형으로 중앙에 청홍백색의 삼태극문이 첨부되어 있다. 패용할 때 훈사등에서 훈팔등까지는 위는 직선을 이루고 아래는 양귀를 접어 문채와 연결한 소수(小綬)로서 왼쪽 가슴에 단다. 다만 훈사등의 소수 표면에는 천으로 꽃을 접어 다는 차이가 있다.

## 같이 보기
- 대한제국
- 대한제국의 훈장

## 참고 문헌
- 《고종실록》
- 《순종실록》
- 이강칠 (1999), 《대한제국시대 훈장제도》, 백산출판사. ISBN 9788977392595